# Anja Hammerseng-Edin
Anja Hammerseng-Edin (født 5. februar 1983) er en norsk håndboldspiller, der til dagligt spiller i Larvik HK og tidligere har spillet for det norske landshold, fra 2006-2013. Hun afslutter sin aktive karriere i sommeren 2017.
Hun blev til EM i håndbold 2012 i Serbien kåret som Bedste spiller.

## Personlige liv
Edin begyndte at spille håndbold, da hun var 5 år gammel med sin mor som træner.
Hun er gift med håndboldspiller Gro Hammerseng, og de har en søn sammen, født den 2. februar 2012. Hammerseng og Edin blev gift den 3. august 2013. Parret både leg for den norske håndbold klub Larvik HK.
Hammerseng-Edin og hendes kone skrev en bog sammen med titlen "Anja + Gro = Mio", som blev offentliggjort i februar 2014.